# And Then There Were None (datorspel)
Agatha Christie: And Then There Were None (With 16 Chapters) är ett datorspel från 2005, baserat på Agatha Christie-boken Och så var de bara en. Det var den första delen i The Adventure Companys Agatha Christie-serie. Spelet är ett detektivmordmysterium; det börjar med nio personer, inklusive Patrick Narracott, den spelbara karaktären, som träffas och reser till den fiktiva Shipwreck (Soldier) Island. Där introduceras ytterligare två karaktärer på skärmen och berättelsen följer sedan händelserna som utspelar sig.
And Then There Were None behåller de flesta av de grundläggande intrigelementen från Agatha Christies roman från 1939 med samma namn: de största skillnaderna är inkluderandet av den spelbara karaktären Patrick Narracott och skapandet av en rad möjliga slut. För att ytterligare stärka kopplingen mellan spelet och dess källmaterial inkluderades Christies roman i den nordamerikanska PC-utgåvan av spelet. Agatha Christie: And Then There Were None följdes av ytterligare två spel, Agatha Christie: Murder on the Orient Express och Agatha Christie: Evil Under the Sun. Eftersom de var baserade på deras respektive romaner var deras handling inte relaterad till detta första spel.
Reaktionerna på spelet var blandade med många recensenter polariserade i sina åsikter: vissa kallade det en bra adaption av romanen; andra ett extremt dåligt äventyrsspel. Flera recensioner kritiserade spelets karaktärsdesign och grafik för att vara ålderdomlig och föråldrad, medan andra berömde aspekter som karaktärsdialog och en fängslande berättelse.

## Spelupplägg
And Then There Were None är ett peka-och-klicka-äventyrsspel som spelas ur ett tredjepersonsperspektiv. De flesta av de interaktiva elementen i And Then There Were None består av att ställa frågor till andra karaktärer och att samla och kombinera föremål. Spelaren kan bära föremål med hjälp av ett inventariesystem bestående av skärmar som kan visa upp till tolv föremål. Nya föremål läggs in i den första tillgängliga platsen, och dessa föremål kan kombineras eller undersökas under spelets gång. Spelets markör är kontextkänslig och ändras till en roterande växel när den hålls över ett föremål som spelaren kan interagera med och använda. And Then There Were None har en 2,5D-grafikmotor som kombinerar förrenderade bakgrunder med 3D-modellerade karaktärer.
And Then There Were None är uppdelad i 10 kapitel. När man har slutfört en viss utlösande händelse börjar nästa kapitel. Utvecklarna såg till att inget väsentligt för spelet kunde missas under spelarens utveckling, även om stora delar av spelet är valfria, och spelaren kan ignorera många av sidouppdragen. Denna uppdelade progression ger ytterligare en dimension till spelet, eftersom spelaren inte bara måste vara på rätt plats för att hitta en ledtråd eller lösa ett pussel, utan måste vara där vid rätt tidpunkt. Till exempel kan ett tomt rum i en akt innehålla en viktig ledtråd i nästa.
And Then There Were None har ett journalsystem som hjälper till att samla in och pussla ihop ledtrådar. Dagboken i spelet registrerar allt som spelaren behöver för att avancera i spelet, för att förhindra att spelaren vandrar planlöst och inte kan fortsätta. Till exempel spelar dagboken in konversationer som spelaren har med andra karaktärer, så att om de glömmer vad som sades kommer det fortfarande att vara tillgängligt.  Utvecklarna skapade också dagboken så att spelarna inte behövde använda externa resurser, såsom penna och papper. Dagboken är uppdelad efter innehåll i flera kategorier, till exempel en teckensida, som listar alla karaktärer efter namn och innehåller detaljer om dem, samt separata sidor för viktiga föremål, dokument och böcker. Denna information kan refereras till när som helst av spelaren.
En annan funktion i And Then There Were None är "Suspicion Meter", som mäter spelarens förhållande till andra karaktärer, med början från en neutral position i början av spelet. Det finns negativa konsekvenser om spelaren ertappas med att göra saker som andra karaktärer anser vara olämpliga, vilket direkt påverkar "Suspicion Meter": att falla en poäng för varje negativ handling och höja en poäng för varje positiv handling. Beroende på vilken av tre positioner mätaren befinner sig i för en viss karaktär, påverkas dialoghandlingar med den karaktären. Spelaren kan också återfå godkännandepoäng genom att lösa "Suspicion Meter"-pussel; flera lagerartiklar och kombinera artiklar och kan vara ganska komplicerat.
Efter att ha avslutat spelet får spelaren ett sista pussel. Att slutföra den visar det ursprungliga slutet på romanen.

## Synopsis

### Upplägg och karaktärer
And Then There Were None utspelar sig 1939 på "en vacker herrgård på den öde Soldier Island". Ett citat av karaktären Emily Brent i det första kapitlet anger månaden som augusti ("Samma vecka i augusti för 4 år sedan.") Spelaren kan utforska den två våningar höga herrgården i art déco-stil, som inkluderar ett hemligt rum bakom en bokhylla i biblioteket. Utsidan av Soldier Island, inklusive en strand, en skog och en bikupa, kan också utforskas.
Rollpersonen är Patrick Narracott. Patrick är den enda karaktären som inte nämns i Christies ursprungliga roman, även om hans bror - Fred Narracott - är den som transporterar gästerna till ön i den ursprungliga boken. De andra karaktärerna är gästerna: domare Lawrence John Wargrave; Vera Catherine Claythorne; Filip Lombard; General John Gordon MacArthur; Emily Caroline Brent; Anthony James Marston; William Henry Blore; butlern Thomas Gregg Rogers; och hans fru Ethel Maria Rogers.

### Handling
Händelserna i boken, med undantag för mördarens identitet och spelarkaraktären, behålls nära i spelet. Spelet börjar med att åtta av karaktärerna (alla utom de två tjänarna) anländer till den fiktiva kuststaden Sticklehaven, där de ska föras till Shipwreck Island av Patrick Narracott (som vikarierar för sin bror som är "bakfull"). När de anländer till ön introduceras de andra två karaktärerna, men när Patrick återvänder till sin båt finner han den saboterad, vilket tvingar honom att stanna på ön. Senare erkänner Blore för Patrick att det var han som skadade båten, och tror att Patrick är hans bror Fred, som han trodde var en tjuv. Vid middagen den kvällen upptäcker gästerna att ingen av dem har träffat eller är bekant med "U.N. Owen", den gåtfulle värden som bjöd in de flesta av dem till festen.
Efter middagen anklagas de tio icke-spelbara karaktärerna för att ha kommit undan med mord. En stund senare dör Anthony Marston efter att ha druckit en förgiftad cocktail. Samma natt dör Ethel Rogers av en överdos i sömnen. Dödsfallen tros till en början vara självmord eller olyckor, tills domare Wargrave efter general MacArthurs död fastställer att de i själva verket är mord och att värden, U.N. Owen, med största sannolikhet är mördaren. Wargrave spekulerar vidare i att Owen måste vara en av de återstående 8, och följer mönstret från barnramsan över den öppna spisen, "Ten Little Sailor Boys". Efter varje mord försvinner en av de tio figurerna i matsalen. Narracott är nu etablerad som gruppens detektiv eftersom hans närvaro på ön inte förväntades av mördaren. Det uppdagas också att Lombard har tagit med sig en revolver till ön.
Efter att Thomas Rogers dött av yxa och Emily Brent av anafylaktisk chock från flera bistick, meddelar Lombard att hans revolver har blivit stulen, och ett sökande efter den är fruktlöst. Narracott upptäcker att han har blivit förgiftad med den fiktiva drogen Solidamide, men han får ett botemedel: en flaska av den fiktiva "Bellman's Universal Application", som hittades nära platsen för Miss Brents död. Under ett strömavbrott efter middagen samma kväll dödas Wargrave av ett skott i huvudet. Senare på natten försvinner dock Wargraves kropp tillsammans med Armstrong, vars drunknade kropp spolas upp på stranden. Wargraves kropp dyker senare upp i visningsrummet, men ser ut att ha klubbats ihjäl snarare än skjutits. Blore visar sig också ha dödats, hans huvud har krossats av en nedfallande marmorklocka.
Narracott återvänder till huset för att upptäcka att mördaren är Emily Brent, som egentligen är den berömda skådespelerskan Gabrielle Steele, en tidigare ägare av ön som har nämnts flera gånger. Steele ville att Wargrave skulle dödas eftersom han dömde hennes kärlek Edward Seton till döden. Hon torterade honom först genom att först döda sin omgivning, alla brottslingar som kommit undan med sina brott, och förklarar hur hon hade fejkat sin egen död tidigare, med hjälp av en överdos av Bellmans universella applikation som hittats tidigare för att simulera en dödlig allergisk reaktion mot bisticken.
Det finns fyra olika slut beroende på om Vera och Phillip – en, båda eller inget av dem – räddas. Om Phillip räddas kommer han att avslöja att hans namn i själva verket är Charles Morley, en vän till Lombard som antog hans identitet när den riktige Phillip Lombard begick självmord på grund av skuld för sitt tidigare brott. Om Vera räddas återvänder hon och Narracott till Sticklehaven (med Morley, om han också överlever), där Vera förklarar sin oskuld till brottet som grammofonen anklagade henne för. Om antingen Vera eller Morley (eller båda) räddas, kommer deras uttalanden till polisen att rentvå Narracott och hans bror. Om ingen av dem överlever flyr bröderna Naracott från polisen. Om Vera överlever bestämmer hon och Naracott sig för att gifta sig.
Efter spelets slut får spelaren en sista utmaning som kommer att belöna dem med det ursprungliga slutet på boken, där Wargrave är mördaren. Döende vill han personligen skipa rättvisa för brottslingar som har undgått straff och som han har bjudit in till ön. Det alternativa slutet beskriver händelserna i boken Och så var de bara en där alla gäster på ön dödas av Wargrave förutom de två sista, Vera och Lombard. Vera skjuter sedan Lombard, i tron att han är mördaren (eftersom Wargrave har fejkat sin egen död), och hänger sig sedan. Wargrave skjuter sedan sig själv.

## Utveckling
And Then There Were None tillkännagavs den 3 februari 2005 som det första i en serie spel baserade på romaner av Agatha Christie. För releasen samarbetade The Adventure Company med utvecklaren AWE Productions. Lee Sheldon utsågs till Lead Designer och manusförfattare för spelet, medan Scott Nixon från AWE, utsågs till verkställande direktör. The Adventure Company valde romanen And Then There Were None som det första spelet, istället för andra Christie-romaner som involverade de berömda detektiverna Hercule Poirot och Miss Marple, av flera anledningar. Bland dem var romanens popularitet, som skulle hjälpa till med marknadsföringen; och berättelsens ökaraktär som skulle ge en naturlig barriär, samtidigt som den skulle ge mer rörelsefrihet för spelarna inom det begränsade området.
Ett stort hinder i utvecklingen av And Then There Were None var att få godkännande av delar av spelet från Chorion, företaget som ägde rättigheterna till Agatha Christies verk. Utvecklingsteamet träffade Mathew Prichard, Christies barnbarn, och andra medlemmar av Chorion. Även Chorion var rädda om Christies licens, var de ganska öppen med ändringar i handlingen, så länge de var inom stilen i Christies romaner. Dessa inkluderade en ändring av mördarens identitet, tillägg av en spelarkaraktär och ändringar av figurerna vid bordet – de döptes om till "sjömanspojkar" för att passa in i båtmotivet att vara strandade på ön. Chorion accepterade inte alla ändringar som föreslagits av utvecklarna, till exempel avvisades idén om en enmansubåt som spelaren kunde använda, eftersom den inte var i stil med Christies arbete. Veras och Lombards överlevnad, och ändringen av generalens namn från MacArthur till MacKenzie, användes båda av Christie själv i en filmatisering av romanen 1943. Patrick Narracott som den elfte karaktären var en stor förändring i handlingen och gjordes för att utforska en halvromans mellan honom och Vera Claythorne, samt utvecklarnas önskan att få spelare att ansluta till en mer mänsklig karaktär, snarare än en namnlös.
Det största bekymret som designern Lee Sheldon hade var betoningen på berättelse och dialog. Han hade övervägt idén att mördaren kunde förändras varje gång en spelare spelade spelet. Denna idé om ett öppet, modulärt spelupplägg förkastades snabbt, eftersom Sheldon tyckte att det inte var en hyllning till Christies arbete. Mordens ordning tvingade Sheldon in på en linjär väg, och de många mellansekvenserna, filmsekvenserna och de långa dialogerna behövdes eftersom romanen till stor del består av dialog. Sheldon strävade efter att göra pusslen till en sömlös del av spelets miljö och handling, och inte bara påklistrade för pusslets skull.
Formgivarna av And Then There Were None bestämde sig för att lämna spelet i dess ursprungliga tidsperiod, 1930-talet. Sheldon var bestämt emot att uppdatera spelet till en modern tidsperiod och kallade detta "ett fåfängt försök att locka en publik som egentligen inte bryr sig ändå". En av de främsta attraktionerna till det förflutna för Sheldon var möjligheten att utforska dess kultur och sedvänjor. Herrgården i spelet undersöktes med hjälp av arkitektur och Art Deco-böcker som referenser. Christie beskrev herrgården i romanen som naken och modern, och detta fick Sheldon att vända sig till den berömda arkitekten Frank Lloyd Wrights verk, och i synnerhet hans hus Fallingwater.
And Then There Were None skickades till nordamerikanska butiker den 27 oktober 2005. The Adventure Company meddelade den 19 mars 2007 att spelet skulle portas till Wii-konsolen, som skulle innehålla en förmåga att snurra Wii-fjärrkontrollen för att vrida på säkra handtag, och förmågan att gräva fram ledtrådar genom att imitera en grävningshandling.

## Mottagande
And Then There Were None har fått mycket varierande recensioner sedan den släpptes. Metacritics viktade genomsnittspoäng för spelet var 68 av 100 på PC och 50 av 100 på Wii, vilket indikerar "blandade eller genomsnittliga recensioner", där enskilda recensioner ligger mellan 20 % och 90 %. En aspekt av spelet som har fått en del kritik är grafiken. 2404 fördömde spelets miljöer och kommenterade att "det finns grafiskt bättre spel som gjordes för två år sedan". En aspekt av spelets grafik som kritiserades hårdare var karaktärsmodellerna, där GameSpy fördömde dem och sa: "3D-modellerna som används för Mr. Owens gäster är grova och förenklade, med fåniga, korvliknande fingrar, hår som ser ut som träblock, usel animation, dålig läppsynkning och intetsägande ansikten med knappt något ansiktsuttryck."
Adventure Gamers hittade många fel med karaktärsdesignen och beskrev dem som fula och inte mer realistiska än karaktärerna från Sierras Gabriel Knight 3, som släpptes sex år tidigare. Just Adventure kommenterade dock att karaktärerna är snyggt utformade, med detaljerade ansiktsuttryck under närbilder, men kunde ha varit bättre med nuvarande standarder. Åsikterna om karaktärernas röstskådespeleri var i allmänhet positiva: de hyllades av Adventure Gamers för att ha injicerat liv i de träaktiga karaktärerna, och ICGames kommenterade att röstskådespeleriet gjorde karaktärerna övertygande. GameSpy fördömde dock spelet för att inte tillåta läsarna att hoppa över dialogen, utan istället tvinga dem att sitta igenom timmar av talade ord. Ljudet i And Then There Were None fick också blandade reaktioner, där Game Chronicles kallade ljudet hyfsat, med realistiskt väder och djurläten. 2404 sa däremot att spelets musik är behaglig och oirriterande, men att den aldrig fångar känslorna och spänningarna i spelet.
Pusselaspekterna fick också olika reaktioner. Game Over Online kallade de få pusslen dåliga och klagade på att lösningarna ofta var obskyra och ologiska och inte förde handlingen framåt. GameSpot kritiserade pusslen och sa att spelaren "regelbundet får i uppdrag att backa fram och tillbaka över ön med bara en vag uppfattning om vad man ska göra för att komma vidare i berättelsen". 2404 var mer uppmuntrande och sa att även om spelet var formelartat, fanns det en välkommen brist på labyrinter och skjutpussel i spelet, vilket gjorde det mer tillgängligt för en bredare publik.